# 강동씨앤엘
주식회사 강동씨앤엘은 대한민국의 시멘트 기업이다.

## 사업
레저사업에 진출하기 위해 1320억원 규모 블루원 경주사업장을 인수한 바 있다.
2023년 50년 역사의 장성공장을 폐쇄하고 직원을 퇴사처리하였다.

## 주해
1. ↑  전임(강대완) 공동 대표이사 사임에 따른 신임 공동 대표이사 선임